# Contigo sí
Contigo sí (no Brasil: Contigo Sim) é uma telenovela mexicana produzida por Ignacio Sada Madero para a Televisa e exibida pelo Las Estrellas de 11 de outubro de 2021 a 25 de março de 2022, substituiu Diseñando tu amor e foi substituída por Corazón guerrero. É um remake da telenovela Viviana, de 1978, e baseada na história de La galleguita, criada por Inés Rodena.
É protagonizada por Alejandra Robles Gil e Brandon Peniche; antagonizada por Danilo Carrera, Bárbara Islas, Anette Michel, Áxel Ricco, Gema Garoa, Lisardo e Alejandra Procuna. Tem atuações estelares de Tania Lizardo, Francisco Rubio e Daniela Zavala; os primeiros atores Ernesto Laguardia e Arlette Pacheco; e atuações especiais de Carina Ricco, Emoé de la Parra e Manuel Landeta.
Em Portugal, a telenovela é exibida na Record desde março de 2025.

## Enredo
Ángela (Alejandra Robles Gil) é enfermeira e estudante de medicina que mora em uma cidade perto do mar. Ela é seduzida por Álvaro (Danilo Carrera), um jovem ambicioso que visita a cidade em viagem de negócios para construir um hospital. Ángela e Álvaro se casam, mas ele a abandona e volta para a Cidade do México, onde fica noivo de Samantha (Bárbara Islas) e se casa com ela também. Ángela decide ir para a Cidade do México em busca de Álvaro, ela descobre o engano e conhece Leonardo (Brandon Peniche), um médico que se apaixona por ela e passa a ser seu protetor. Ángela lutará incansavelmente contra as adversidades do destino, na busca pelo amor verdadeiro.

## Elenco
- Alejandra Robles Gil - Ángela Gutiérrez Hidalgo
- Danilo Carrera - Álvaro Villalobos Hurtado
- Brandon Peniche - Leonardo "Leo" Santillana Morán / Leonardo "Leo" Vallejo Morán
- Ernesto Laguardia - Gerardo Vega Núñez
- Bárbara Islas - Samantha Vega Guardiola de Villalobos
- Anette Michel - Mirtes Morán Cuevas de Santillana
- Áxel Ricco - Félix López Hernández
- Gema Garoa - Salma Yazbek Paredes
- Francisco Rubio - Darío Altamirano Garmendia / Darío Santillana Altamirano
- Tania Lizardo - Luz Guerrero Rodríguez
- Carina Ricco - Beatriz Guardiola Santoscoy de Vega
- Emoé de la Parra - Purificação "Dona Pura" Pérez
- Felipe Nájera - Julio Vallejo
- Daniela Zavala - Adela Hidalgo Sentana de Gutiérrez
- Lisardo - Aníbal Treviño
- Arlette Pacheco - Flávia Altamirano Garmendia
- Alejandra Procuna - Yolanda Morales
- Rebeca Mankita - Josefina
- Silvia Lomelí - Nancy Sánchez Santibáñez
- Claudia Ortega - Nélida
- Carlos Speitzer - Abel Pérez y Pérez
- Lalo Palacios - Pablo Pérez y Pérez
- Nacho Ortiz Vera - Óscar Minuti
- Miranda Kay - Clara "Clarita" Villalobos Gustaba
- Emilio Palacios - Edilberto "Eddie Martín" Martínez
- Kenneth Lavíll - Guillermo "Memo" López Guerrero
- Manuel Landeta - Sandro Santillana Azpeitia
- María José Parga - Estrella "Estrellita"
- Armando Andrade - Sebastián
- Pedro Moreno - Josué Gutiérrez
- María Prado - Concepción Gutiérrez "Mamá Conchita"
- Pepe Olivares - Dr. Axel Ugarte
- Gregorio Reséndiz - Juiz Lorca
- Benjamín Rivero - Baldomero
- Salvador Ibarra - Benjamín
- Rafael Amador - Padre Marcos
- Paulina de Labra - Pasiflora
- José Montini - Abraham Legaspi
- Esteban Franco - Gabino
- Martín Brek - Fulgencio
- Roberto Tello - El Chamuco
- Carlos Athié - Francisco
- Anna Ciocchetti - Cristina
- Ricardo Reynaud - Gregorio
- Aleyda Gallardo - La Alacrana
- Arturo Posada - Dr. Mario
- Jonathan Ontiveros - Bryant
- Armando Coria - Gallegos
- Juan Sahagún - Martín González
- Jeanette Snyder - Mayra
- Lorena Álvarez - Cándida Gustaba
- Lalo Zayás - Néstor
- Anna Betancourt - Úrsula
- Hugo Aceves - Fernando
- Ricardo Vera - Dr. Aréchiga
- Rubén Branco - Produtor
- Jorge Losa - Iñaki
- José Carlos Farrera - Inspector García
- Claudia Troyo - Dra. Claudia Rocha
- Alejandro Tommasi - Imanol
- Lara Campos - Ángela Gutiérrez Hidalgo (niña)

## Dublagem
A dublagem da série no Brasil foi feita pelo estúdio ‘’Rio Sound.
| Dublagem          | Personagem                  |
| ----------------- | --------------------------- |
| Marcela Duarte    | Ángela Gutiérrez Hidalgo    |
| Raphael Rossatto  | Álvaro Villalobos Hurtado   |
| Thiago Fagundes   | Leonardo Santillana Morán   |
| Manolo Rey        | Geraldo Vega Núñez          |
| Flavia Fontenelle | Samanta Vega Guardiola      |
| Andrea Murucci    | Mirtes Morán                |
| Clécio Souto      | Félix López Hernández       |
| Jeane Marie       | Alma Yazbek Paredes         |
| Cleiton Rasgah    | Dário Altamirano Garmendia  |
| Guilene Conte     | Beatriz Guardiola Santoscoy |
| Carmen Sheila     | Purificação Pérez           |
| Malta Júnior      | Julio Vallejo               |
| Élida L'Astorina  | Adela Hidalgo de Gutiérrez  |
| Arthur Carneiro   | Guigo                       |
| Sofia Vallyn      | Estrelinha                  |
| Márcio Dondi      | Sandro Santillana           |

#### Vozes adicionais
- Carla Pompílio, Márcia Morelli, Marcia Coutinho, Ronaldo Júlio, Marcus Júnior, Renan Freitas, Alexandro Borba, Carolina Iecker, Wagner Follare, Hércules Franco, Rita Lopes, Marcelo Matos, Alexandre Maguolo, Marcelo Sandryni, Mauro Horta, Bruno Rocha, Rita Ávila, Sérgio Moreno, Duda Espinoza, Júlio Monjardim, Anderson Araújo, Philippe Maia, Patrícia Garcia, Acácio Oliveira, Priscila Amorim, Márcio Navarro, Marcella Moreira, Martha Cohen, Sérgio Fortuna, Marcos Souza, Luciano Lira, Rafael Schubert, Daniel Coutinho, Isabela Quadros, Jorge Lucas, Yuri Calandrino

## Produção
No início de julho de 2021, Ignacio Sada Madero anunciou a pré-produção de uma nova versão sem título definido da novela Viviana. Dias depois, foi anunciado que o título provisório da produção seria Volverte a Ver , confirmando Brandon Peniche como um dos três protagonistas.
A produção da novela começou em 26 de julho de 2021 e no dia seguinte, através do site People en Español , foi anunciada a confirmação oficial da lista de membros do elenco, com Alejandra Robles junto com Danilo Carrera e Brandon Peniche como protagonistas da novela. O claquetazo oficial da novela foi dado no dia 9 de agosto de 2021, iniciando as gravações no fórum e por sua vez foi realizada uma missa com o elenco reunido, no fórum 1 da Televisa San Ángel. Dias depois, em 18 de agosto, foi anunciado no site Las Estrellas que o título oficial da novela passa a ser Contigo Sí.

## Exibição no Brasil
Foi exibida pelo SBT entre 22 de abril a 25 de outubro de 2024, em 134 capítulos, substituindo Minha Fortuna é Te Amar e sendo substituída por Meu Caminho é Te Amar, às 15h30. Não foi ao ar em 9 de agosto de 2024 devido à exibição da edição especial do Tá na Hora para a cobertura jornalística do acidente do Voepass 2283.

## Audiência

### No México
| Horário             | # Eps. | Estreia               | Estreia           | Final               | Final           | Posição | Temporada | Classificação geral |
| Horário             | # Eps. | Data                  | Primeiro capítulo | Data                | Último capítulo | Posição | Temporada | Classificação geral |
| ------------------- | ------ | --------------------- | ----------------- | ------------------- | --------------- | ------- | --------- | ------------------- |
| Segunda—Sexta 16h30 | 120    | 11 de outubro de 2021 | 2.4               | 25 de março de 2022 | 2.8             | #1      | 2021      | 2.7                 |

Em seu primeiro capítulo, a trama foi vista por 2.4 milhões de espectadores.
Bateu um novo recorde no capítulo exibido em 7 de janeiro, quando foi vista por 2.8 milhões de espectadores. Voltou a registrar um novo recorde no capítulo exibido em 10 de janeiro, quando foi vista por 2.9 milhões de espectadores.[carece de fontes?]
Registrou um novo recorde no capítulo exibido em 13 de janeiro, quando foi vista por 3.0 milhões de espectadores.[carece de fontes?]
Em seu último capítulo exibido em 25 de março, foi vista por 2.8 milhões de espectadores. Finalizou com 2.7 milhões de espectadores ao longo dos seus 120 episódios, sendo o melhor resultado desde Quererlo todo.[carece de fontes?]

### No Brasil
| Horário             | # Eps. | Estreia             | Estreia           | Final                 | Final           | Posição | Temporada | Classificação geral |
| Horário             | # Eps. | Data                | Primeiro capítulo | Data                  | Último capítulo | Posição | Temporada | Classificação geral |
| ------------------- | ------ | ------------------- | ----------------- | --------------------- | --------------- | ------- | --------- | ------------------- |
| Segunda—Sexta 15h30 | 134    | 22 de abril de 2024 | 3,5               | 25 de outubro de 2024 | 4,0             | #3      | 2024      | 3.60                |

Estreou com 3,5 pontos. Em 8 de maio registrou 3,8 pontos. Repetiu a mesma média em 6 de junho, chegando a assumir a vice-liderança por alguns minutos contra a novela Apocalipse, reexibida na Record nesta faixa. No dia 18 do mesmo mês, registrou 4 pontos, também chegando a assumir a vice-liderança em boa parte do seu tempo. Dois dias depois, em 21 do mesmo mês, registrou 4,1 pontos, agora fechando na vice-liderança por toda a sua exibição. Em 12 de julho alcançou 4,2 pontos e além de ter sido vice-líder absoluto, também foi a maior média do SBT daquele dia. No dia 25, registrou 5,3 pontos e fechou na vice-liderança isolada, sendo também a maior média do SBT neste dia, junto com a segunda reprise de Teresa, que registrou a mesma média.

Com 100 capítulos exibidos, a novela detinha média de 3,58 pontos, apresentando um desempenho superior as atrações exibidas no horário, como o Fofocalizando e o Casos de Família, que vinham registrando médias de 2 a 3 pontos, o ultimo chegando a registrar pífios 1,5 pontos. O capítulo final registrou 4 pontos e assumiu a vice-liderança por alguns minutos. Teve média geral de 3,6 pontos, satisfatório para o horário em que foi exibida.